# Diplogasteroides spengelii
Diplogasteroides spengelii is een rondwormensoort. De wetenschappelijke naam van de soort is voor het eerst geldig gepubliceerd in 1912 door de Man.